# جودي موريس
جودي موريس (بالإنجليزية: Jody Morris)‏ (22 ديسمبر 1978 بلندن في المملكة المتحدة - ) هو لاعب كرة قدم بريطاني في مركز الوسط. شارك مع منتخب إنجلترا تحت 16 سنة لكرة القدم ومنتخب إنجلترا تحت 20 سنة لكرة القدم ومنتخب إنجلترا تحت 21 سنة لكرة القدم. أما مع النوادي، فقد لعب مع تشيلسي وسانت جونستون وليدز يونايتد ونادي بريستول سيتي ونادي روذرهام يونايتد ونادي ميلوول.

## وصلات خارجية
- جودي موريس على موقع قاعدة بيانات كرة القدم.إي يو (الإنجليزية)
- جودي موريس على موقع Soccerbase.com (لاعب) (الإنجليزية)
- جودي موريس على موقع عالم كرة القدم.نت (الإنجليزية)